# 大塚清
大冢清（日语： Otsuka Kiyoshi，？—），日本男子击剑运动员。他曾在泰国曼谷进行的1978年亚洲运动会中获得男子花剑个人金牌和男子佩剑团体金牌。